# Ami (entreprise française)
Pour les articles homonymes, voir Ami.
Ami Paris est une entreprise française de prêt-à-porter et d’accessoires fondée par Alexandre Mattiussi fin 2010.

## Historique
Alexandre Mattiussi, né en 1980, étudie la mode et le design à l’école Duperré pour se spécialiser par la suite dans la mode masculine. Après avoir travaillé pour la ligne homme « 30 Montaigne » de Christian Dior, il rejoint la maison Givenchy en tant que premier assistant pour l’homme où il reste pendant cinq ans. Il rejoint par la suite les équipes de Marc Jacobs chez l’homme jusqu'en 2011.
En décembre 2012, la marque ouvre sa première boutique en France à Paris.
En 2013, Alexandre Mattiussi reçoit le prix de l’ANDAM. En 2016, il est élu nouveau membre de la Chambre syndicale de la mode masculine.
AMI Paris ouvre successivement sa première boutique au Japon à Tokyo en septembre 2015, une boutique à Londres en avril 2016 puis en octobre son troisième flagship à l’étranger à Hong Kong.[réf. nécessaire]
En 2017, la marque lance sa ligne « AMI de cœur ».
En janvier 2018, AMI dévoile sa première collection « L’Homme pour la Femme » à l’occasion du défilé Automne-Hiver 2018. En novembre de la même année, la marque ouvre également sa première boutique en Chine continentale à Pékin. Cette année là, une collaboration voit le jour avec K-way.
En juin 2019, AMI lance sa première collection Femme lors de son défilé Printemps-Eté 2020. En octobre, l'entreprise défile pour la première fois à l’étranger à Shanghai.
En septembre 2020, AMI collabore avec Paolo Roversi, photographe emblématique, lui laissant totale liberté pour photographier la campagne de la collection Automne-Hiver 2020. La même année la marque ouvre sa 3e boutique en Chine continentale à Shanghai.
AMI présente pour la première fois une collection dans le cadre de la Fashion Week de Paris après avoir été historiquement inscrite au calendrier de la mode masculine en octobre 2020, à l’occasion de sa collection Printemps-Été 2021 pour l’homme et pour la femme[pas clair][réf. souhaitée].
Ami Paris compte, en 2021, six boutiques en Europe (dont 3 boutiques et 3 corners en propre), 1 boutique aux États-Unis à New York, 8 boutiques en Chine, 6 boutiques au Japon. La marque est également distribuée dans plus de 600 points de vente à travers le monde.

## Produits
Ami Paris propose un vestiaire masculin et féminin inspirés du style Parisien et est notamment connu pour mélanger des pièces classiques à des pièces plus décontractées.

## Collaborations
AMI collabore autour de collections capsules et de produits exclusifs avec les marques Moncler (2015), Eastpak (2017), K-Way (2018) ou Puma (2022).
En 2017, la marque est sélectionnée par le magazine américain GQ comme l’une des marques les plus « cool » de la planète ; elle est invitée à collaborer avec Gap autour d’une collection capsule.
À l’occasion des dix ans de la marque, Alexandre Mattiussi et le réalisateur Jean-Paul Goude dévoilent la première campagne officielle autour de l’AMI de cœur.